# Station Paradiso
Station Paradiso (Luxemburgs: Gare Paradiso) is een spoorwegstation in de gemeente Wiltz in het noordwesten van Groothertogdom Luxemburg, en ligt in de bossen ten oosten van de woonkern. Het station wordt voornamelijk gebruikt door bezoekers van het Wiltz International Scout Centre.
Het station wordt beheerd door de Luxemburgse vervoerder CFL en ligt aan lijn 1b.
Paradiso is het op een na laatste station op de 9,4 km lange enkelsporige zijtak die bij station Kautenbach van lijn 1 afsplitst. Station Wiltz is sinds 1967 eindstation op de lijn.
Station Paradiso is een 'halte op aanvraag', wat inhoudt dat bij het opstappen al aan de machinist of conducteur doorgegeven moet worden dat men naar Paradiso wil. Andersom moet iemand die in Paradiso wil opstappen, ruim op tijd middels handopsteken aangeven dat men mee wil rijden. Gebeurt dit niet dan wordt het station overgeslagen.

## Treindienst
| Serie   | Treinsoort             | Route                         | Bijzonderheden                            |
| ------- | ---------------------- | ----------------------------- | ----------------------------------------- |
| RE 1700 | Regional-Express (CFL) | Kautenbach – Paradiso – Wiltz | Op werkdagen, halfuursdienst met RE 1800. |
| RB 1750 | Regionalbahn (CFL)     | Kautenbach – Paradiso – Wiltz | Rijdt alleen in het weekend.              |

CFL Lijn 1:
Luxemburg · Pfaffenthal-Kirchberg · Dommeldange · Walferdange · Heisdorf · Lorentzweiler · Lintgen · Mersch · Cruchten · Colmar-Berg · Schieren · Ettelbruck · Michelau · Goebelsmühle · Kautenbach · Wilwerwiltz · Drauffelt · Clervaux · Maulusmühle · Troisvierges · Bellain

CFL Lijn 1a: Ettelbruck · Diekirch

CFL Lijn 1b: Kautenbach · Merkholtz · Paradiso · Wiltz · Winseler · Schleif · Schimpach-Wampach
Zie ook: CFL Lijn 2 · CFL Lijn 3 · CFL Lijn 4 · CFL Lijn 5 · CFL Lijn 6 · CFL Lijn 6a · CFL Lijn 6b · CFL Lijn 6c · CFL Lijn 7